# Luis Miguel Morelli Navia
Luis Miguel Morelli Navia es un político colombiano. Fue el gobernador de Norte de Santander en el período 2003-2007. 

## Biografía
Nació en la ciudad de Cúcuta, donde adelantó sus estudios de primaria y bachillerato. Hijo de padre cucuteño, quien fuera alcalde de Cúcuta en 1971 y gobernador de Norte de Santander hace 22 años. Estudió derecho en la Universidad Externado de Colombia. Realizó estudios de postgrado en política macroeconómica y planeación en la Universidad de Northeastern (Massachusetts) y una maestría en Derecho Comparado en la Universidad de Nueva York.
Trabajó en la industria petrolera más de veinte años, en las áreas legal, ambiental, social y de gobierno. Tiene amplio conocimiento en temas económicos, jurídicos y políticos, así como en el manejo de entornos en conflicto. Es así como se desempeñó en proyectos relevantes para Norte de Santander, desde su posición ejecutiva en Ecopetrol y Occidental de Colombia.
Fue elegido gobernador en octubre de 2003, con más de 190.000 votos, cifra que lo posicionó en primer lugar de votación popular en la historia de Norte de Santander.